# 喀喇沁部
喀喇沁部，又译哈喇臣、哈喇慎、哈拉克亲，是历史上的一個蒙古部落，从元朝初年的蒙古帝国一直延续到清朝初年，清代的喀喇沁由東遷的喀喇沁餘部和朵顏-兀良哈人混居而成。

## 族源
日本学者和田清博士认为，13世纪、元朝大臣班都察、土土哈父子为喀喇沁部之祖。学术界广泛接受和田清的观点:23，但对喀喇沁部更早的族源分歧较大:34。
有学者总结，关于族源的四种说法。第一种说法，土土哈“其先本武平北折连山川按答罕山部族”。第二种说法，“土土哈的氏族为伯岳吾氏”，究其“起源应在东方源出额尔古纳河的迭列列斤蒙古”。这两种说法，都认为土土哈所出部族源出于东胡系诸族。第三种说法，《史集》中的“合剌赤”即喀喇沁，形成于7世纪、游牧于中亚草原的乌古斯人。实际上，认为喀喇沁部先人为回鹘（畏兀儿）人。后来，库莫奚人土土哈不知于何时因何成为合剌赤部的领主。第四种说法，喀喇沁部名称源于元朝的“哈剌赤”。“哈剌赤”与欽察人有密切关系:34。
而学者曹永年指出，“哈剌赤”是蒙古帝国时代对牧马人的通称。元朝初年以钦察人为骨干的“哈剌赤军”逐渐壮大，明朝初年“哈剌陈”在北迁的蒙古诸部政局中扮演重要角色，明成祖第一次北征时见诸记载。此后“哈剌嗔”在脱欢时期再次出现，哈剌嗔先后流散在蒙古各部之中，并在明朝中后期南下漠南。

## 历史
15世纪前半叶，喀喇沁属孛来。15世纪末为亦卜剌统领的永谢布部十营之一。1510年，达延汗击败亦卜剌，喀喇沁分七鄂托克（鄂托克为万户之下的军事行政单位），成为组成六万戶之中的右翼永谢布万户的部落之一。此时喀喇沁主要在河套地区活动，后由达延汗之孙昆都力哈统领从滦河上游向东扩展，牧地由明朝独石口边外开平（元上都旧地）附近东扩至朵颜卫所属地区（在今赤峰市和承德市、北京市北部），二者遂相混合，此后朵颜卫也袭用喀喇沁之名。一说者勒蔑七传至和通（即花当）时，始号所部曰喀喇沁。朵颜首领因是者勒蔑的后裔，故姓兀良哈。
1628年，察哈尔万户林丹汗于土默特「赵城」（召城，今呼和浩特）大败喀喇沁所属的永谢布万户，喀喇沁部溃散，残余被各部瓜分。喀喇沁之名此後便被朵顏-兀良哈人冒用。
后金天聪初年，朵颜首领苏布地偕弟、叔率部归附皇太极。清崇德元年（1636年）编右翼旗；顺治五年（1648年）编左翼旗。康熙年间，从右翼旗增编一旗，即喀喇沁中旗，三旗均属卓索图盟。:35現代仍有地名以喀喇沁為名，今内蒙古自治区赤峰市有喀喇沁旗，辽宁省朝阳市有喀喇沁左翼蒙古族自治县。
在2006年时，内蒙古自治区喀喇沁旗总人口为33.36万人，其中蒙古族人口13.64万人。蒙古族人口来源主要由两部分构成，一部分是明朝初年从北方南下的兀良哈三卫蒙古人，另一部分是明朝末年从鄂尔多斯东迁来的喀喇沁部蒙古人。而清代的喀喇沁右翼旗逐渐演变为今喀喇沁旗:23。